# Sulfato de cobre(II) pentahidratado
El sulfato de cobre(II) pentahidratado o sulfato cúprico pentahidratado es el producto de la reacción química entre el sulfato de cobre(II) anhidro y agua y posterior cristalización por evaporación lenta.  Su fórmula química es CuSO4·5H2O. Se caracteriza por su color azul y por disolverse exotérmicamente en agua para dar el complejo acuoso [Cu(H2O)6]2+ , también de color azul y geometría molecular octaédrica. Hasta la nomenclatura sistemática de Lavoisier, recibió diferentes nombres, como vitriolo azul, piedra azul, vitriolo de cobre o vitriolo romano.
En estado natural se presenta como un mineral llamado calcantita. 

## Características y propiedades

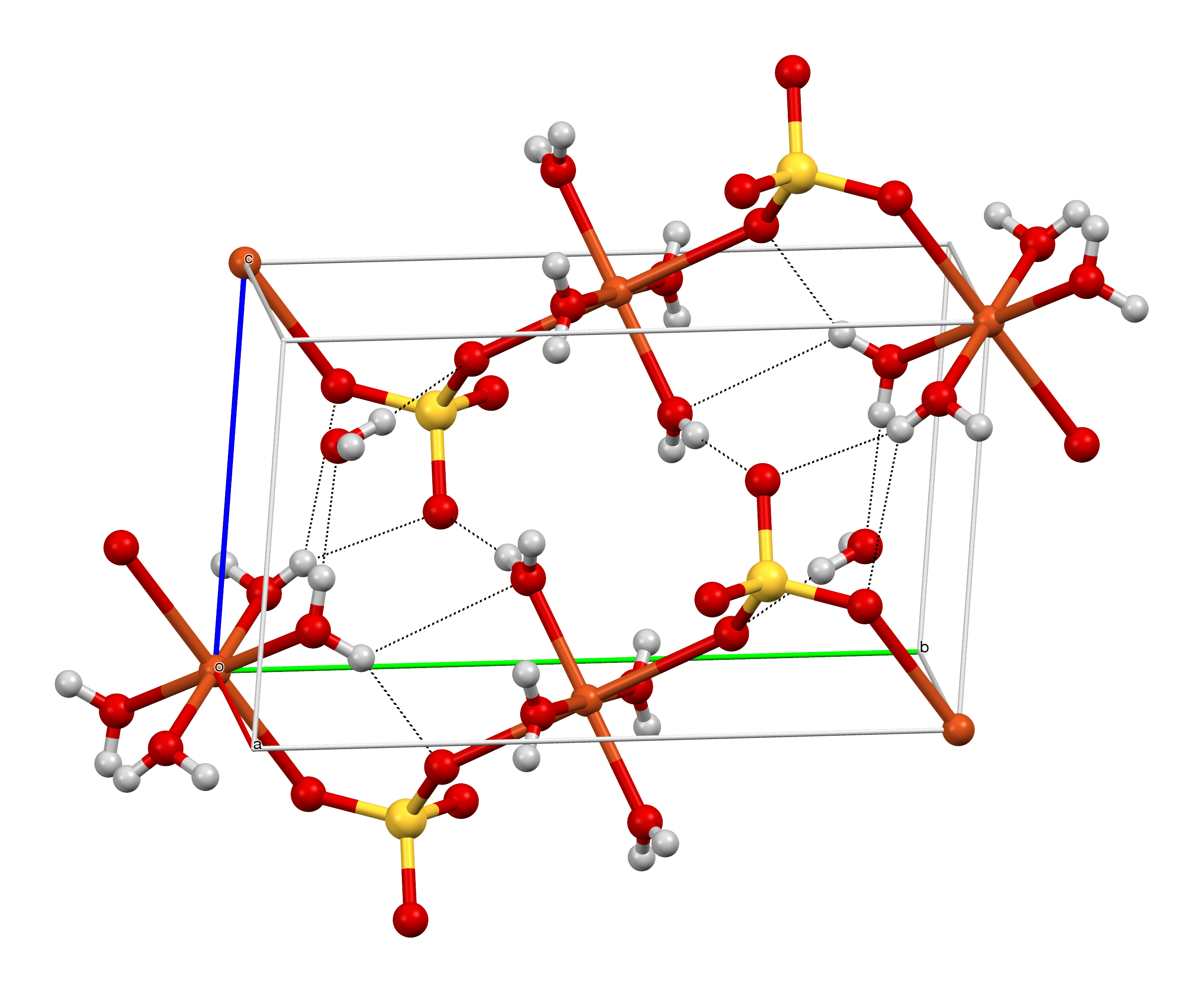
Disposición de los átomos en el cristal del sulfato de cobre(II) pentahidratado. Cu (naranja); S (amarillo); O (rojo) y H (blanco)

En disolución acuosa el sulfato de cobre(II) pentahidratado forma un complejo de fórmula [Cu(H2O)6]2+  y de color azul intenso. Este complejo acuoso presenta geometría molecular octaédrica, que se mantiene cuando por recristalización se forma la sal CuSO4·5H2O.  En la estructura cristalina, los  centros Cu(II)(H2O)4 están interconectados por aniones de sulfato para formar cadenas.  Una vez en estado sólido cristalino, al calentarse descompone por la pérdida del agua de cristalización. Primero, a 63 °C pierde dos moléculas de agua. Seguidamente pierde dos más a 109 °C, perdiendo la última molécula de agua a 200 °C obteniéndose el sulfato de cobre(II) anhidro, de aspecto blanquecino.  El proceso es reversible y cuando se agrega agua al compuesto anhidro, este vuelve a la forma pentahidratada, recuperando su color azul característico. Por cristalización de la disolución resultante se obtiene, de nuevo, la especie pentahidratada.

## Usos y aplicaciones
Como todos los sulfatos de  cobre,  el pentahidrato (n = 5) tiene propiedades desinfectantes, actuando como alguicida y fungicida.
Fungicida.  El sulfato de cobre previene y cura el desarrollo de cierto grupo de hongos que atacan a las plantas y puede causar su muerte o pérdida de la cosecha. En ocasiones es utilizado como fungicida dentro del caldo bordeles, una suspensión de sulfato de cobre (II) e hidróxido de calcio, que se utiliza para controlar hongos en uvas, melones y otras bayas. Se obtiene mezclando una solución acuosa de sulfato de cobre y una suspensión de cal apagada. 
Alguicida.  En tratamiento de aguas es usado como alguicida, principalmente de aguas almacenadas. Es un alguicida muy eficaz para la preparación de las piscinas.
Además de estos usos, el sulfato de cobre(II) pentahidratado se utiliza en disolución diluida, para tratar infecciones parasitarias en peces de acuario y para eliminar caracoles de acuarios y mejillones cebra de las tuberías de agua. Aunque los iones de cobre son altamente tóxicos para los peces la mayoría de las especies de algas se pueden controlar con concentraciones muy bajas de sulfato de cobre, evitando o minimizando el posible daño a la fauna acuática.
Otras aplicaciones están relacionadas con la fabricación de concentrados alimenticios para animales, abonos, pesticidas, mordientes textiles, industria del cuero, pigmentos, baterías eléctricas, recubrimiento galvanizados (recubrimientos de cobre ácido por electrodeposición), sales de cobre, medicina, preservantes de la madera, procesos de grabado y litografía, reactivo para la flotación de menas que contienen cinc, industria del petróleo, caucho sintético, industria del acero, tratamiento del asfalto natural y colorante cerámico.